# Anna Rajecka

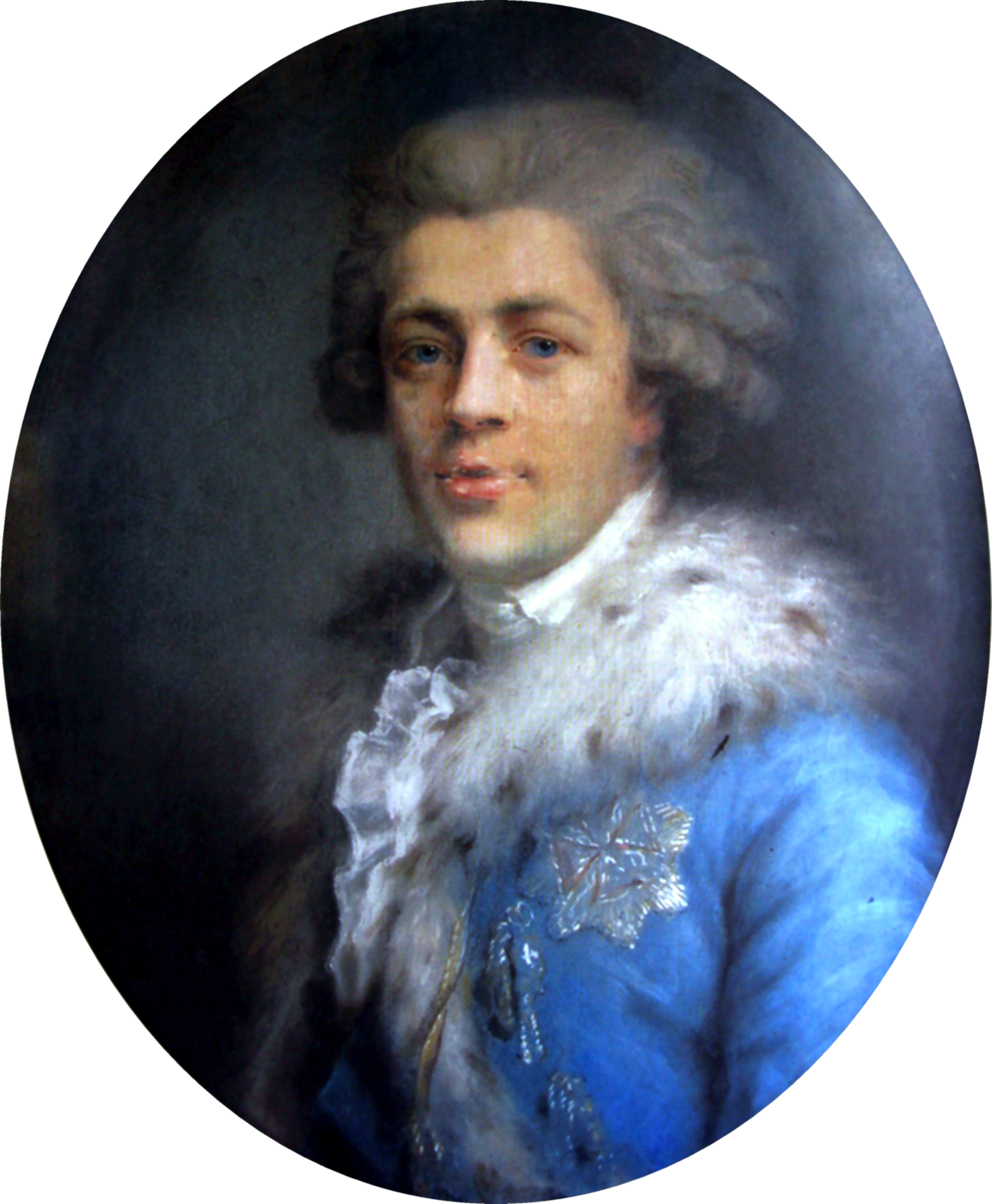
Anna Rajecka, Porträt von Ignacy Potocki, Pastell, 1784, Nationalmuseum Warschau.

Anna Rajecka (* 1762 in Warschau; † 1832 in Paris) war eine polnische Malerin und Zeichnerin.

## Leben
Anna Rajecka wurde 1762 geboren. Sie wurde als Mündel von König Stanislaus II. August Poniatowski von Polen aufgezogen. Zeitgenossen vermuteten, dass es sich bei ihr um eine illegitime Tochter des Königs gehandelt haben könnte. Auf seine Kosten konnte Rajecka ab 1783 an der Kunstschule für Frauen der Académie royale de peinture et de sculpture im Louvre studieren. Ihre Lehrer waren Louis Marteau, Marcello Bacciarelli und eventuell auch Jean-Baptiste Greuze. Der polnische König plante, dass Rajecka nach ihrer Rückkehr selbst Kunst unterrichten sollte. Sie entschied sich jedoch nach ihrer Heirat 1788 mit dem Schriftsteller und Maler Pierre-Marie Gault de Saint-Germain, in Paris zu bleiben. 1789 hielt sich Rajecka auf der Durchreise in Dresden auf. Dort könnte sie ein Pastelporträt der Schauspielerin Aleksandra Potocka gemalt haben, das in Verbindung zu Anton Graffs Gemälde Bacchantin stehen könnte. 1791 stellte sie als erste polnische Frau im Pariser Salon aus. Während der Periode der Terrorherrschaft flog sie nach Clermont-Ferrand. Im Jahr 1824 erblindete Rajecka. 1832 verstarb sie in Paris.
Das Werk Anna Rajeckas besteht vor allem aus Porträts, die sie sowohl als Gemälde als auch als Zeichnungen ausführte. Anfangs malte sie vor allem Mitglieder des polnischen Hofes, nach ihrer Übersiedlung nach Paris schuf sie Porträts französischer Aristokraten.